# The Party Never Ends
The Party Never Ends è il quinto album in studio del rapper statunitense Juice Wrld, pubblicato il 29 novembre 2024 dalla Grade A Productions e Interscope Records.

## Antefatti
Nel luglio 2021 il manager di Juice Wrld, Lil Bibby, ha rivelato ufficialmente il titolo dell'album, affermando inoltre che avrebbe contenuto un totale di 5 featuring. Il 16 dicembre 2023 esce il singolo Lace It, in collaborazione con Eminem e Benny Blanco, che funge da primo estratto dell'album. Il 9 settembre 2024 viene pubblicato The Pre-Party, un EP contenente solamente due tracce valido come precursore dell'album. Il 15 novembre dello stesso anno viene pubblicato il secondo e ultimo estratto del disco, AGATS2 (Insecure), in collaborazione con Nicki Minaj.
Il 21 novembre 2024 viene ufficialmente svelata la copertina del disco, disegnata dall'artista contemporaneo giapponese Takashi Murakami.
Il 30 novembre, giorno successivo all'uscita dell'album, si tiene sul videogioco Fortnite un concerto virtuale in omaggio a Juice Wrld, dove viene tra l'altro presentato in anteprima mondiale il brano Empty Out Your Pockets, aggiunto successivamente alla lista tracce del disco.

## Accoglienza
The Party Never Ends ha ricevuto recensioni contrastanti e negative da parte dei critici. Robin Murray di Clash scrive che l'album manchi di un'identità coesa e che il suo materiale fosse «incompleto». Fred Thomas di AllMusic ha criticato duramente l'album, definendolo «gli scarti surriscaldati del suo materiale inedito», affermando inoltre che il disco, nel complesso, fosse privo di canzoni che si avvicinassero alla vera qualità dei prodotti dell'artista.

## Successo commerciale
L'album ha debuttato al quarto posto della Billboard 200 con 86.000 unità equivalenti ad album nella sua prima settimana, inclusi 123 milioni di streaming on-demand e più di 2.000 copie vendute.

## Tracce
1. The Party Never Ends – 2:20 (testo: Jarad Higgins, Benjamin Levin, Magnus Høiberg, Carlton McDowell Jr., Jevais Harris – musica: Benny Blanco, Cashmere Cat, SoundsBy8)
2. Misfit – 2:39 (testo: Jarad Higgins, Magnus Høiberg, Nathan Perez – musica: Benny Blanco, Cashmere Cat, Happy Perez)
3. AGATS2 (Insecure) (con Nicki Minaj) – 3:19 (testo: Jarad Higgins, Onika Maraj, Ashley Frangipane, Louis Bell – musica: Louis Bell)
4. Lace It (con Eminem e Benny Blanco) – 3:37 (testo: Jarad Higgins, Marshall Mathers III, Benjamin Levin, Magnus Høiberg, Nathan Perez, Luis Resto – musica: Benny Blanco, Cashmere Cat, Happy Perez, Eminem)
5. Cuffed – 4:04 (testo: Jarad Higgins, Benjamin Levin, Magnus Høiberg, Nicholas Mira – musica: Benny Blanco, Cashmere Cat, Nick Mira, DT)
6. KTM Drip – 4:00 (testo: Jarad Higgins, Nicholas Mira, Dorien Theus – musica: Nick Mira, DT)
7. Love Letter – 2:39 (testo: Jarad Higgins, Andrew Wotman, Benjamin Levin, Magnus Høiberg, Nicholas Mira, Dorien Theus – musica: Benny Blanco, Cashmere Cat, Nick Mira, DT)
8. Condone It – 3:00 (testo: Jarad Higgins, Matthew Samuels, Thomas Brown – musica: Boi-1da, Tommy Brown)
9. The Kid Laroi – Goodbye – 2:41 (testo: Charlton Howard, Nathaniel Ruess, Blake Slatkin, Benjamin Levin, Magnus Høiberg – musica: Blake Slatkin, Benny Blanco, Cashmere Cat)
10. Party by Myself – 3:18 (testo: Jarad Higgins, Ryan Vojtesak, Masamune Kudo – musica: Charlie Handsome, Rex Kudo)
11. Adore You – 2:47 (testo: Jarad Higgins, Nicholas Mira – musica: Nick Mira)
12. Celebrate (con Offset) – 3:00 (testo: Jarad Higgins, Kiari Cephus, Leland Wayne – musica: Metro Boomin)
13. Jeffrey – 2:55 (testo: Jarad Higgins, Nicholas Mira – musica: Nick Mira)
14. Barbarian – 2:30 (testo: Jarad Higgins, Nicholas Mira, Dorien Theus – musica: Nick Mira, DT)
15. Best Friend (con i Fall Out Boy) – 2:36 (testo: Jarad Higgins, Patrick Stump, Peter Wentz, Benjamin Levin, Magnus Høiberg, Andrew Wotman – musica: Benny Blanco, Cashmere Cat, Andrew Watt)
16. Floor It – 3:12 (testo: Jarad Higgins, Ryan Vojtesak, Masamune Kudo – musica: Charlie Handsome, Rex Kudo)
17. Oxycodone – 2:40 (testo: Jarad Higgins, Nathaniel Caserta – musica: Purps on the Beat)
18. Spend It – 3:00 (testo: Jarad Higgins, Xavier Dotson, Benjamin Levin, Magnus Høiberg – musica: Zaytoven)

Traccia bonus
1. Empty Out Your Pockets – 2:15 (testo: Jarad Higgins, Nicholas Mira – musica: Nick Mira)

## Classifiche

### Classifiche settimanali
| Classifica (2024) | Posizione massima |
| ----------------- | ----------------- |
| Australia         | 17                |
| Austria           | 10                |
| Belgio (Fiandre)  | 12                |
| Belgio (Vallonia) | 150               |
| Canada            | 5                 |
| Danimarca         | 14                |
| Finlandia         | 37                |
| Francia           | 119               |
| Germania          | 27                |
| Irlanda           | 12                |
| Italia            | 83                |
| Lituania          | 20                |
| Norvegia          | 12                |
| Nuova Zelanda     | 14                |
| Paesi Bassi       | 9                 |
| Regno Unito       | 5                 |
| Stati Uniti       | 4                 |
| Svezia            | 26                |
| Svizzera          | 11                |